# Mənəşli
Mənəşli è un comune dell'Azerbaigian situato nel distretto di Goranboy.